# Campionati mondiali di short track 2002
La XXII edizione dei Campionati mondiali di short track (World Short Track Speed Skating Championships), ufficialmente organizzati con tale denominazione dalla International Skating Union (Federazione internazionale di pattinaggio su ghiaccio), si è tenuta dal 5 al 7 aprile del 2002 a Montréal in Canada.

## Podi
*

### Donne
| Evento               | Oro                          | Tempo     | Argento                   | Tempo    | Bronzo                     | Tempo    |
| Classifica Generale* | Yang Yang (A) Cina           | 105 punti | Ko Gi-hyun Corea del Sud  | 63 punti | Evgenia Radanova Bulgaria  | 55 punti |
| 500 m                | Yang Yang (A) Cina           | 44.460    | Evgenia Radanova Bulgaria | 44.586   | Fu Tian Yu Cina            | 44.676   |
| 1000 m               | Yang Yang (A) Cina           | 1:34.732  | Ko Gi-hyun Corea del Sud  | 1:34.734 | Evgenia Radanova Bulgaria  | 1:35.185 |
| 1500 m               | Yang Yang (A) Cina           | 2:31.630  | Ko Gi-hyun Corea del Sud  | 2:31.666 | Amélie Goulet-Nadon Canada | 2:32.234 |
| 3000 m               | Choi Eun-kyung Corea del Sud | 5:17.678  | Evgenia Radanova Bulgaria | 5:22.718 | Ko Gi-hyun Corea del Sud   | 5:34.285 |
| Staffetta 3000 m     | Corea del Sud                | 4:18.599  | Cina                      | 4:19.516 | Canada                     | 4:19.587 |

### Uomini
| Evento               | Oro                         | Tempo     | Argento                    | Tempo    | Bronzo                  | Tempo    |
| Classifica Generale* | Kim Dong-sung Corea del Sud | 136 punti | Ahn Hyun-soo Corea del Sud | 42 punti | Fabio Carta Italia      | 34 punti |
| 500 m                | Kim Dong-sung Corea del Sud | 41.930    | Fabio Carta Italia         | 42.044   | Ron Biondo Stati Uniti  | 42.195   |
| 1000 m               | Kim Dong-sung Corea del Sud | 1:31.361  | Ahn Hyun-soo Corea del Sud | 1:31.435 | Éric Bédard Canada      | 1:31.632 |
| 1500 m               | Kim Dong-sung Corea del Sud | 2:21.736  | Jonathan Guilmette Canada  | 2:31.595 | Rusty Smith Stati Uniti | 2:31.706 |
| 3000 m               | Kim Dong-sung Corea del Sud | 5:19.041  | Ahn Hyun-soo Corea del Sud | 5:19.170 | Fabio Carta Italia      | 5:20.145 |
| Staffetta 5000 m     | Corea del Sud               | 7:10.751  | Canada                     | 7:10.756 | Cina                    | 7:11.330 |

## Medagliere
| Pos.   | Paese         | Oro | Argento | Bronzo | Totale |
| ------ | ------------- | --- | ------- | ------ | ------ |
| 1      | Corea del Sud | 8   | 6       | 1      | 15     |
| 2      | Cina          | 4   | 1       | 2      | 7      |
| 3      | Bulgaria      | 0   | 2       | 2      | 4      |
| -      | Canada        | 0   | 2       | 2      | 4      |
| 5      | Italia        | 0   | 1       | 2      | 3      |
| 6      | Stati Uniti   | 0   | 0       | 2      | 2      |
| Totale | Totale        | 12  | 12      | 12     | 36     |